# Dirk Toepffer

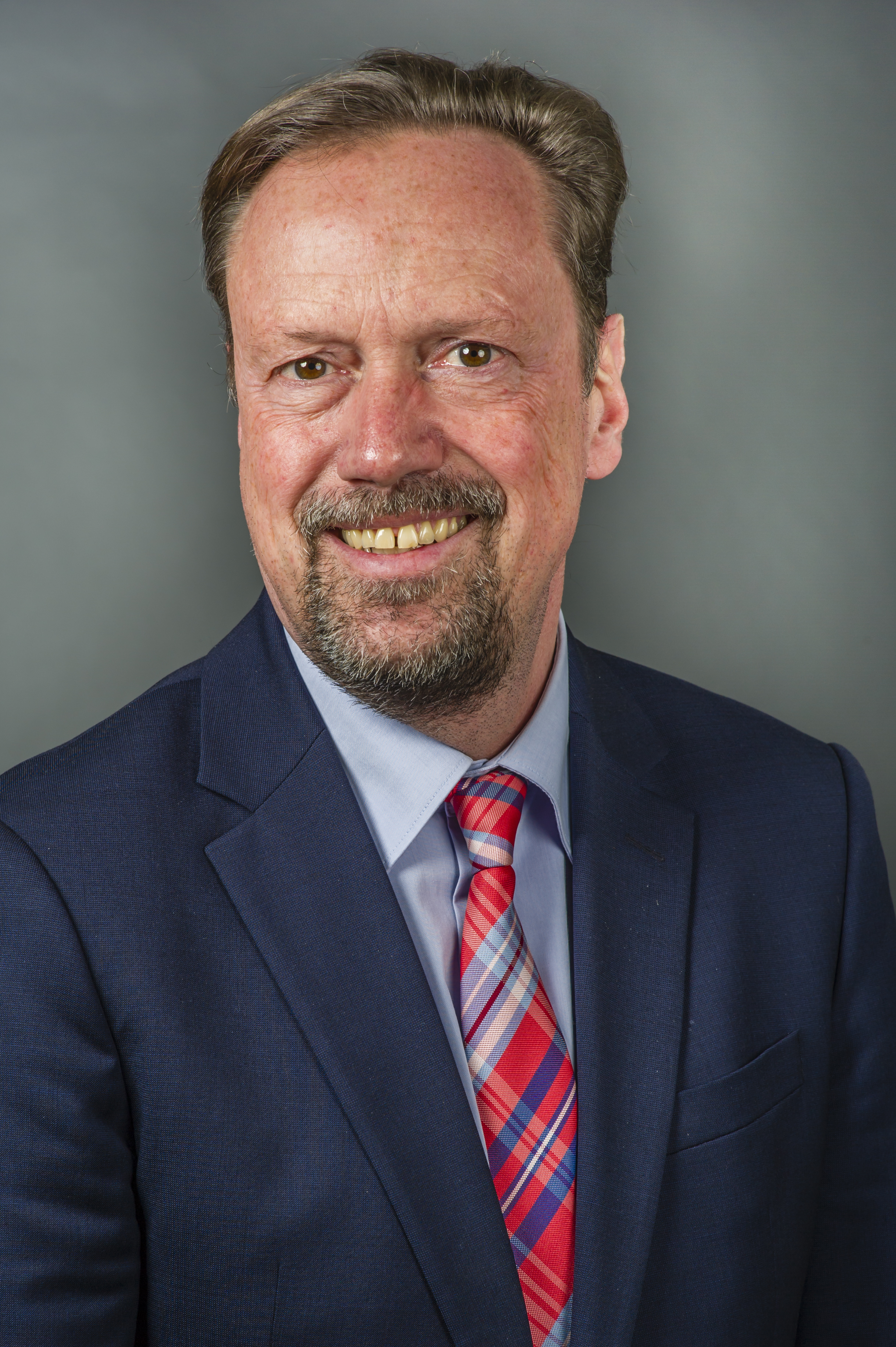
Dirk Toepffer, 2018

Dirk Toepffer (* 6. Juni 1965 in Hannover) ist ein deutscher Politiker (CDU). Seit Februar 2008 ist er Mitglied des Niedersächsischen Landtages. Von 2002 bis 2019 war er Kreisvorsitzender der CDU Hannover-Stadt. Von 2017 bis 2022 war er Vorsitzender der CDU-Landtagsfraktion.

## Kindheit und Familie
Seine Kindheit verbrachte Dirk Toepffer in der hannoverschen Südstadt. Er wohnt im Stadtteil Wettbergen in Hannover. Dirk Toepffer ist verheiratet und ist Vater eines Sohnes.

## Ausbildung und Beruf
Toepffer besuchte das Ratsgymnasium Hannover. Nach dem Abitur im Jahr 1985 folgte ein zweijähriger Dienst als Soldat auf Zeit bei der Bundeswehr. Bis heute ist Toepffer Oberleutnant der Reserve.
Im Anschluss an die aktive Dienstzeit begann Toepffer im Jahr 1987 ein Studium der Rechtswissenschaften an der Leibniz Universität Hannover. Sein erstes juristisches Staatsexamen legte Toepffer 1993 ab. Im Anschluss absolvierte er sein Referendariat in Hannover und Bad Nenndorf. Im Jahr 1995 legte er das zweite juristische Staatsexamen ab und arbeitet seitdem als Rechtsanwalt und bis Anfang 2018 als Fachanwalt für Familienrecht in seiner Kanzlei in Döhren.

## Partei
Bereits während der Schulzeit begann Toepffers Interesse für die politische Tätigkeit und er trat 1982 mit 16 Jahren in die Junge Union, die Schülerorganisation der CDU, ein. Ein Jahr später folgte der Eintritt in die CDU. Mit der Aufnahme seines Studiums zog Toepffer 1987 nach Hannover-Linden und wurde im selben Jahr Mitglied des Bezirksrates Linden-Limmer. Im Alter von 25 Jahren wurde Toepffer zum Vorsitzenden der CDU-Fraktion des Bezirksrates Linden-Limmer gewählt und bekleidete dieses Amt von 1990 bis 1993. In diesem Zeitraum hatte er zudem den Vorsitz des CDU-Ortsverbandes Linden-Limmer inne.
Im Jahr 2002 übernahm Toepffer den Vorsitz des CDU-Kreisverbandes Hannover-Stadt vom bisherigen Vorsitzenden Hanns-Georg Fricke. Als Vorsitzender der CDU in der Landeshauptstadt verfolgte Toepffer von Beginn an das Ziel, eine moderne Großstadtpartei zu schaffen, die eine politische Heimat für Bürgerinnen und Bürger Hannovers mit unterschiedlichsten persönlichen Hintergründen bietet und die Vielfalt in der Stadtgesellschaft widerspiegeln soll. Besonders wichtig war ihm von Anfang an, Frauen und Bürger mit Migrationshintergrund für die Politik vor Ort zu begeistern und das gegenseitige Verständnis zu fördern. Toepffer erhielt für seine Aussage: „Jeder in der CDU sollte mal eine Moschee besuchen“ im März 2011 zahlreiche sogenannte „Hassmails“ von Bürgerinnen und Bürgern. Von den Evangelischen und Katholischen Kirchen in Hannover bekam er für diese Aussage Zustimmung, auch aus den Reihen der hannoverschen Stadtpolitik wurde dieses Engagement unterstützt.
Zu Beginn seiner Amtszeit als Kreisvorsitzender beendete er die innerparteilichen Flügelkämpfe und veranlasste eine Neustrukturierung der Parteifinanzen.
Für die Wahl zum Oberbürgermeister von Hannover im September 2006 trat Toepffer als Gegenkandidat zum gegenwärtig amtierenden niedersächsischen Ministerpräsidenten Stephan Weil an und folgte damit einem innerparteilichen Ruf aus der CDU, scheiterte jedoch gegen den SPD-Kandidaten. Im Mai 2019 übergab Toepffer den Kreisvorsitz an seinen amtierenden Nachfolger Maximilian Oppelt.

## Abgeordneter
Toepffer wurde am 5. Februar 2007 als CDU-Direktkandidat für den Niedersächsischen Landtag im Wahlkreis 24, Hannover-Döhren, nominiert und erlangte bei der Wahl am 27. Januar 2008 sein Landtagsmandat für die CDU-Fraktion. Seit dem 26. Februar 2008 ist er Mitglied des Niedersächsischen Landtages. Bei der Landtagswahl 2013 konnte Toepffer sein Direktmandat in seinem Wahlkreis erfolgreich gegen Doris Schröder-Köpf (SPD) verteidigen und somit erneut direkt in den Landtag einziehen. Bei der vorgezogenen Landtagswahl am 15. Oktober 2017 zog er über die Landesliste zum dritten Mal in das niedersächsische Parlament ein. Auch bei der Landtagswahl 2022 zog er über die Landesliste der CDU in den Landtag ein.
Zu Beginn seiner Abgeordnetentätigkeit war Toepffer von 2008 bis 2010 Vorsitzender des Ausschusses für Recht und Verfassung und gehörte im gleichen Zeitraum dem Landtagsausschuss für Wissenschaft und Kultur an.
Als Mitglied des Parlamentarischen Untersuchungsausschusses (PUA) „Asse“ (August 2009 bis 2010) unterstützte er eine Bergung des Atommülls sowie eine nachhaltige und dauerhafte Lösung in der Endlagerung, im Februar 2010 sprach er sich für eine Beendigung des Ausschusses aus.
Von Juli 2010 bis Oktober 2017 war Toepffer stellvertretender Vorsitzender der CDU-Fraktion im Niedersächsischen Landtag mit den Aufgabenfeldern Wirtschaft, Arbeit und Verkehr. In seinem Zuständigkeitsbereich fielen die Bundes- und Europaangelegenheiten, ferner Häfen und Schifffahrt. Im Bereich der Wirtschaft waren Mindestlöhne für Leiharbeitnehmer und die Beseitigung von Missständen in den Arbeitsbedingungen wichtige Anliegen.
Ein in den Medien besonders beachtetes Ereignis war der Fund des verschwundenen Aktenordners zur VW-Abgasaffäre, den Toepffer gemeinsam mit dem FDP-Abgeordneten Jörg Bode im Landtag entdeckte.
Mit Beginn der Legislaturperiode des 18. Landtags wurde Toepffer im November 2017 als Fraktionsvorsitzender der zweitgrößten Fraktion im Niedersächsischen Landtag, der CDU-Landtagsfraktion, gewählt. Die CDU-Fraktion regiert gemeinsam mit der SPD in einer großen Koalition in Niedersachsen. Im Oktober 2022 wurde er in diesem Amt von Sebastian Lechner abgelöst.

## Engagement
Toepffer gehört seit 2001 dem Verwaltungsrat der Sparkasse Hannover an und hat seit 2006 den Vorsitz im Wirtschaftsausschuss des Verwaltungsrates inne. Ferner ist er Mitglied im Kuratorium der sparkasseneigenen HannoverStiftung.
Von Juli 2010 bis Juli 2013 war er Mitglied des Verwaltungsrates des Studentenwerks Hannover.
Von 2011 bis April 2018 war Toepffer Mitglied im Beirat der Deutschen Messe AG. Seit April 2018 ist er im Beirat der Norddeutschen Landesbank.
Ein besonderes Interesse Toepffers liegt bei den Vereinen in Hannover und der Umgebung. So engagiert sich Toepffer als Mitglied im Förderverein Eisfabrik, im Bürgerverein und im Förderverein Freiwillige Feuerwehr Kirchrode sowie im Schützenverein Döhren. Des Weiteren ist er Mitglied in den Tierschutzvereinen in Burgdorf und Hannover.